# Sceau du roi de Na

Le sceau du roi de Na (Kan-no-Wa-no-Na-no-kokuōin : « sceau du roi de Na, du Japon, vassal de la dynastie Han ») est un sceau en or découvert en 1784 par un paysan sur l'île de Shikanoshima, désigné comme trésor national du Japon. 
Il est généralement considéré comme étant le sceau remis par l'empereur de Chine en l'an 57 au roi de Nakoku, un royaume situé au nord de l'île japonaise de Kyūshū, tel que rapporté dans le Livre des Han postérieurs où se trouve l'une des plus anciennes mentions historiques du Japon (pays des Wa),.

Le sceau du roi de Na.
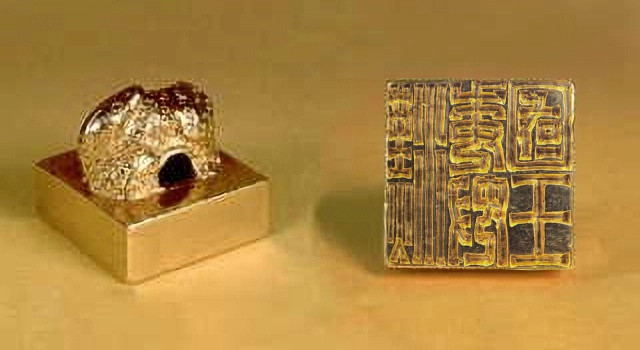
Image composite montrant deux aspects du sceau.
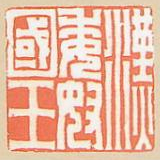
Empreinte du sceau, lue de droite à gauche.
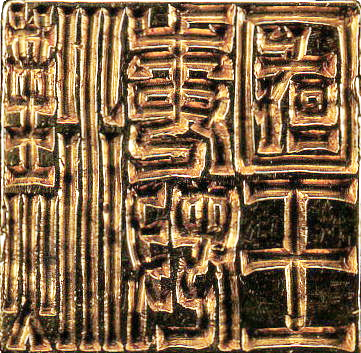
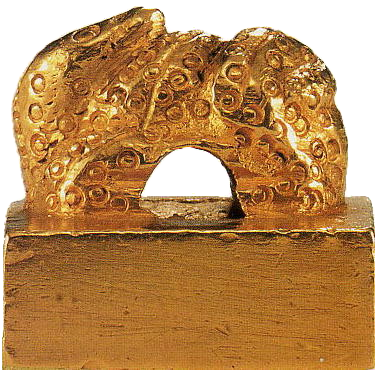
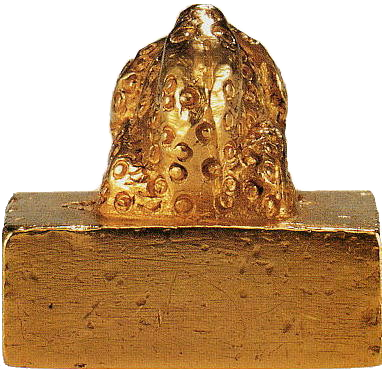
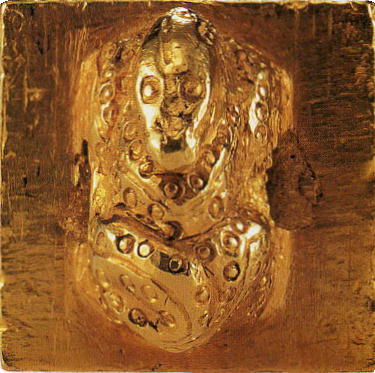

Lieu de la découverte du sceau.
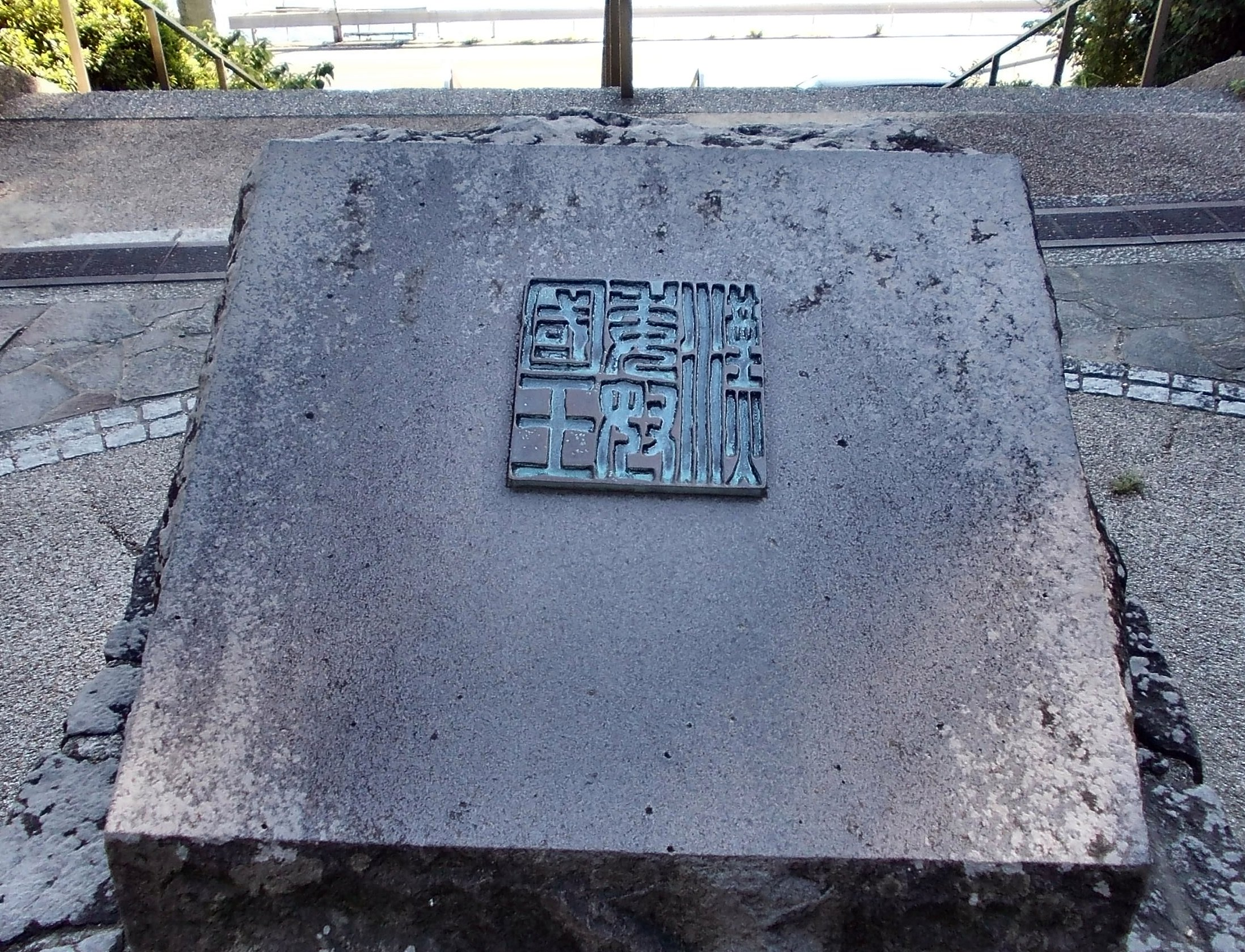
Monument commémoratif érigé près de l'endroit où le sceau a été découvert en 1784.
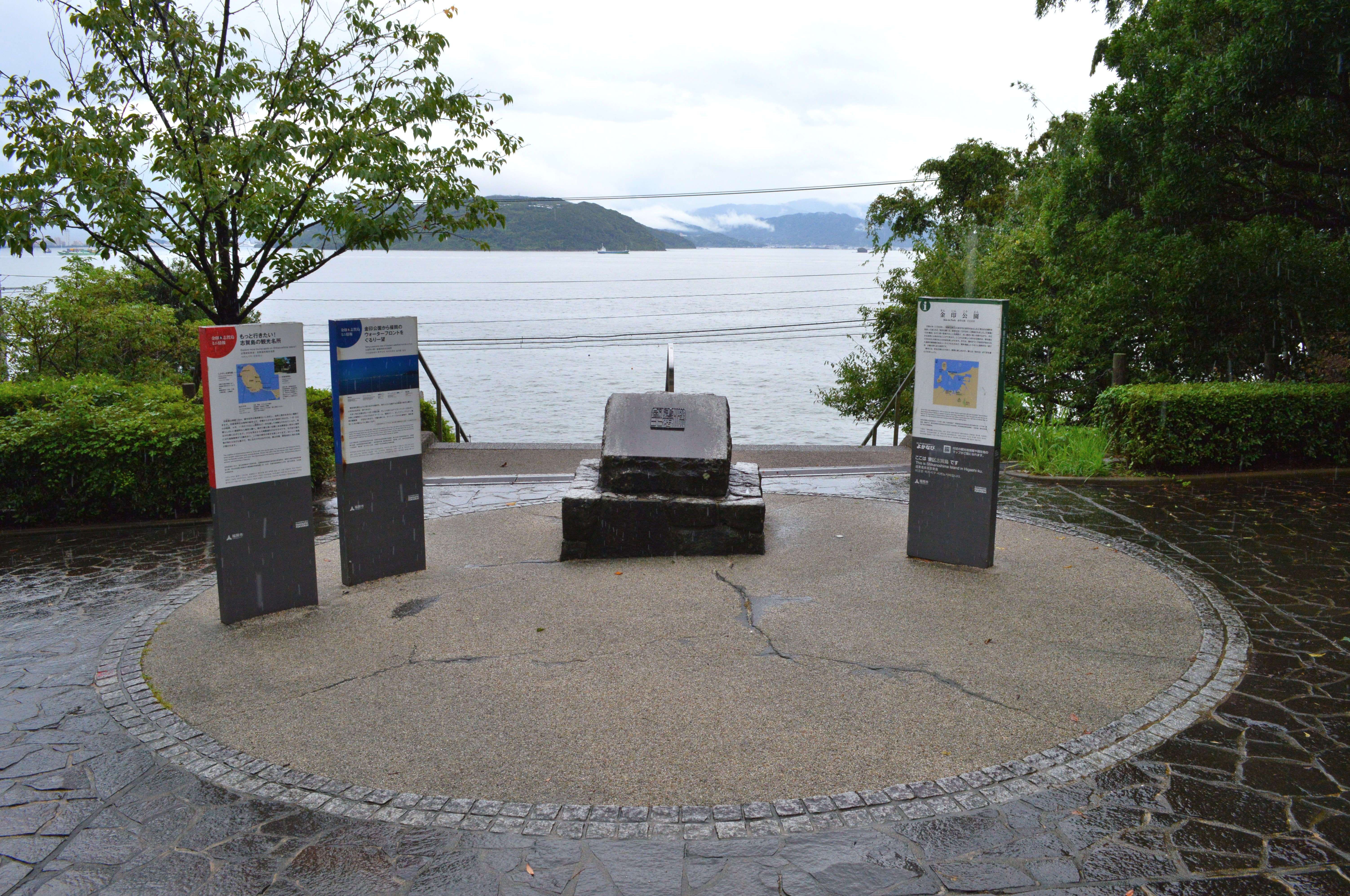
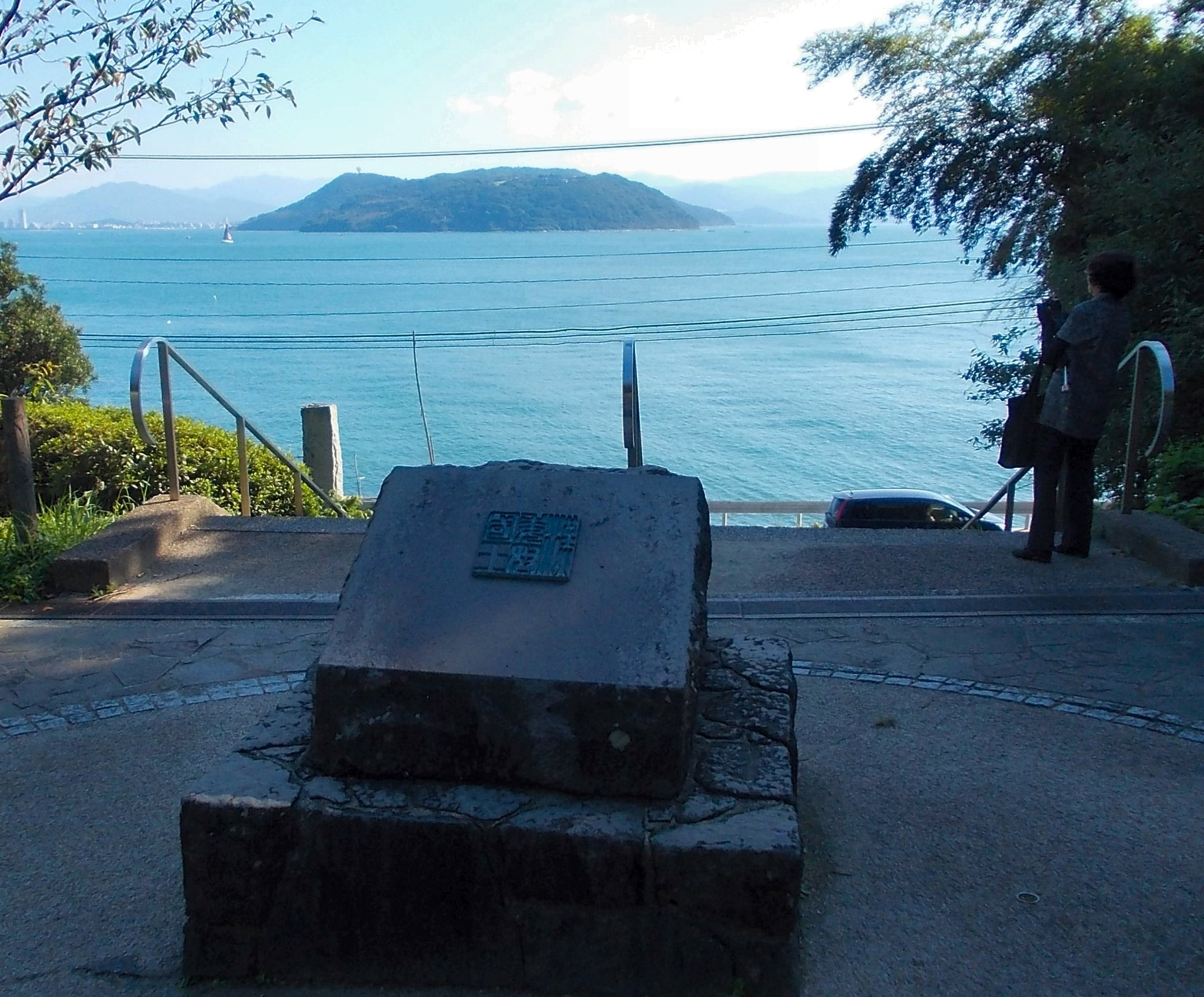
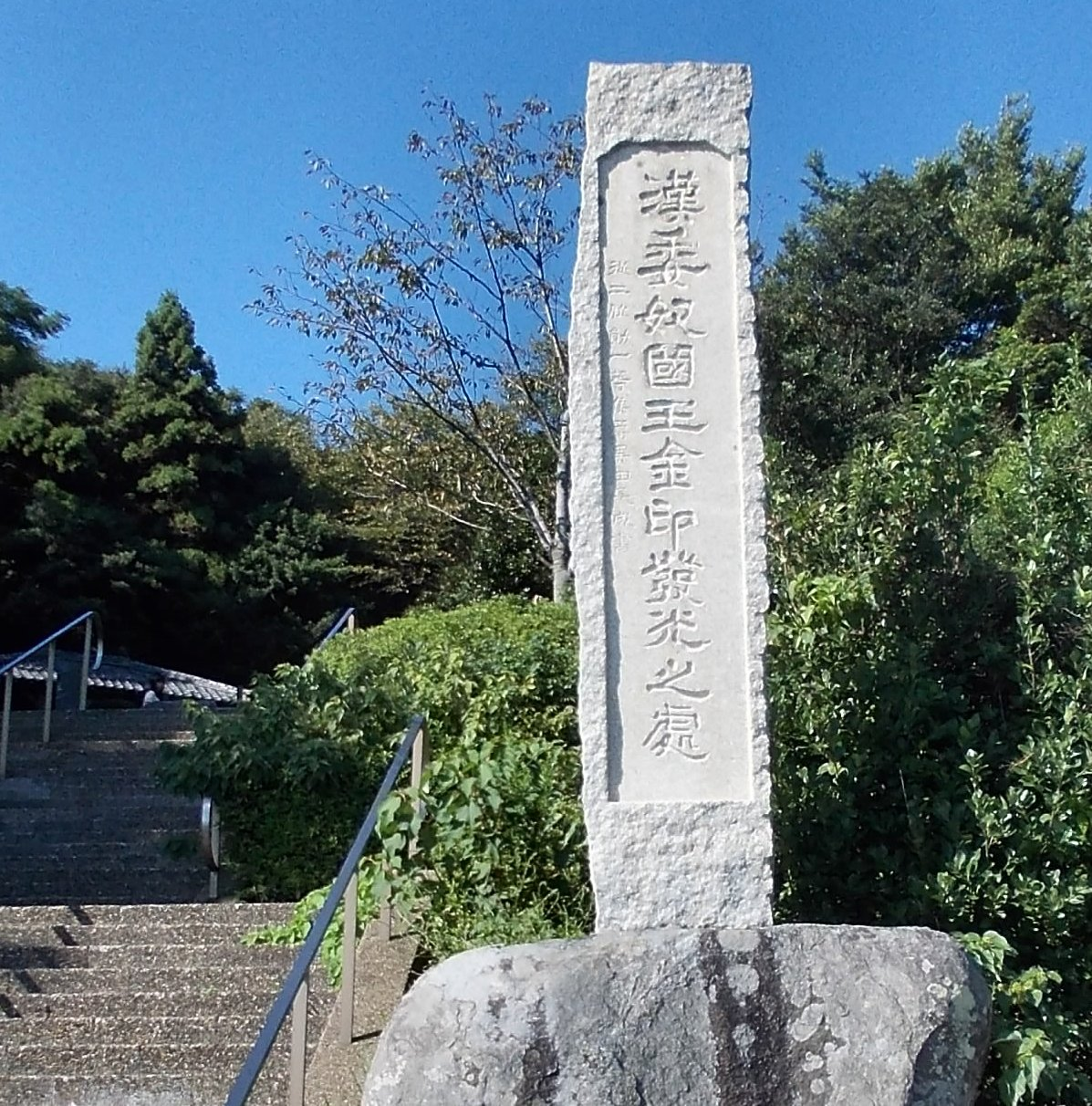

## Sources des traductions
- (ja)/(en) Cet article est partiellement ou en totalité issu des articles intitulés en japonais « 漢委奴国王印 » (voir la liste des auteurs) et en anglais « King of Na gold seal » (voir la liste des auteurs).